# Al-Qasim ibn Muhammad
al-Qāsim ibn Muḥammad (in arabo ﺍﻟﻘﺎﺳﻢ بن محمد‎?; La Mecca, 603 circa – La Mecca, 605) è stato un figlio del profeta islamico Maometto.
Nacque dalla moglie di Maometto, Khadīja bt. Khuwaylid, dopo che questa gli aveva già dato la primogenita Zaynab.
Il piccolo al-Qāsim (che, con la sua nascita, dette modo a Maometto di fregiarsi dell'onorifica kunya di Abū l-Qāsim) morì precocemente nel 605, prima del suo secondo compleanno e fu inumato nel cimitero meccano del Jannat al-Muʿallā.